# Louis Enders
Franz Louis Enders, född 29 maj 1855 i Bergen, Sachsen i Tyskland, död 29 april 1942 i Dresden, var en tysk arkitekt och från 1894 svensk medborgare. Han var verksam i Göteborg. 
Louis Enders kom till Göteborg från Dresden som 29-åring. Hans första egna uppdrag 1887 blev en byggnad på Vasagatan 9, August Carlssons villa, från 1936 känt som Odd Fellows ordenshus. Arkitekturstilen där är avskalad och klassisk liksom på uppdraget 1898 med Wettergrens konfektionsfabrik i Stigbergsliden 3-5, men med tiden blev Enders alltmer influerad av jugendstilen och hans senare byggnader i Göteborg kännetecknas av slottsliknande tinnar och torn som dekorationer. Det främsta exemplet på det finns i hörnet av Västergatan och Föreningsgatan 2 i Annedal, ett hus som stod klart 1903 och vars fasad också är utsmyckad med växtranks-, fisk- och snäckreliefer. Enders bodde för övrigt en tid i en av de stora lägenheterna.
Enders ritade affärshuset Arkaden vid Brunnsparken 1899 (rivet 1972) och han stod bakom affärshuset Hertzia 1901 vid Packhusplatsen 2. Ibland använde han djärvt orientaliska inslag på sina hus, exempelvis lökkupolen på Ny Tid-huset vid Järntorget och det ståtliga bostadshuset i kvarteret Styckjunkaren vid torgets södra sida (1890). År 1900 ritade Enders arbetarbostäder för Pripps bryggeri vid Odinsgatan 20-24 och 1916 landshövdingehus för SKF:s anställda, kvarteret Koljan i Gamlestaden. I ett samarbete med Oswald Westerberg (som stod för exteriörritningarna medan Enders gjorde planritningarna) skapades 1916 kvarteret Vagnborgen, ett monumentalt landshövdingehus för Robert Dicksons stiftelse vid Karl Johanstorget i Majorna.
I december 1922 återvände han till Dresden, där han levde först som byggmästare eller arkitekt och från 1931 som privatperson. Hittills är ingen arkitektonisk aktivitet av honom känd i Dresden.

## Bilder

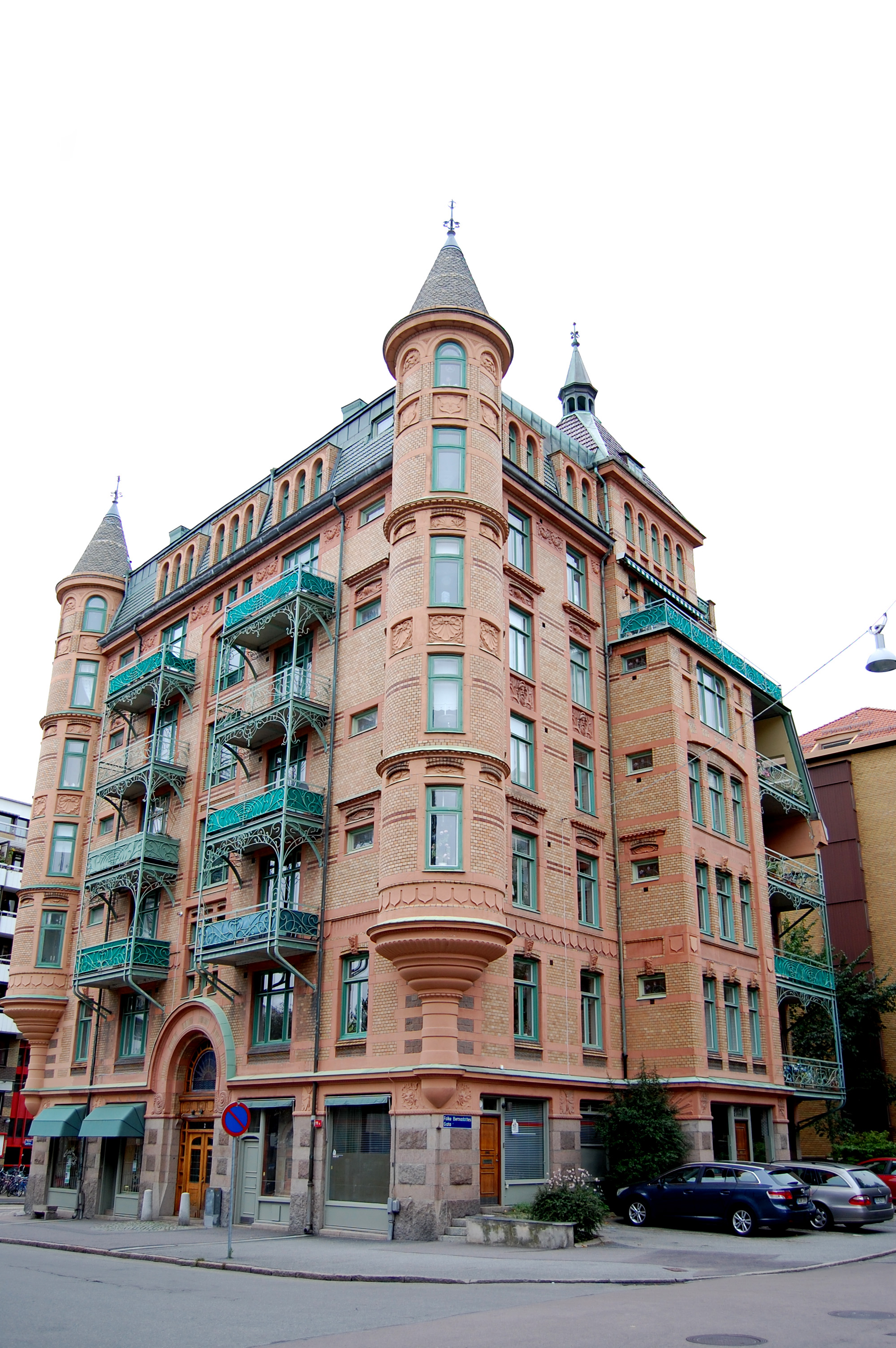
Föreningsgatan 2
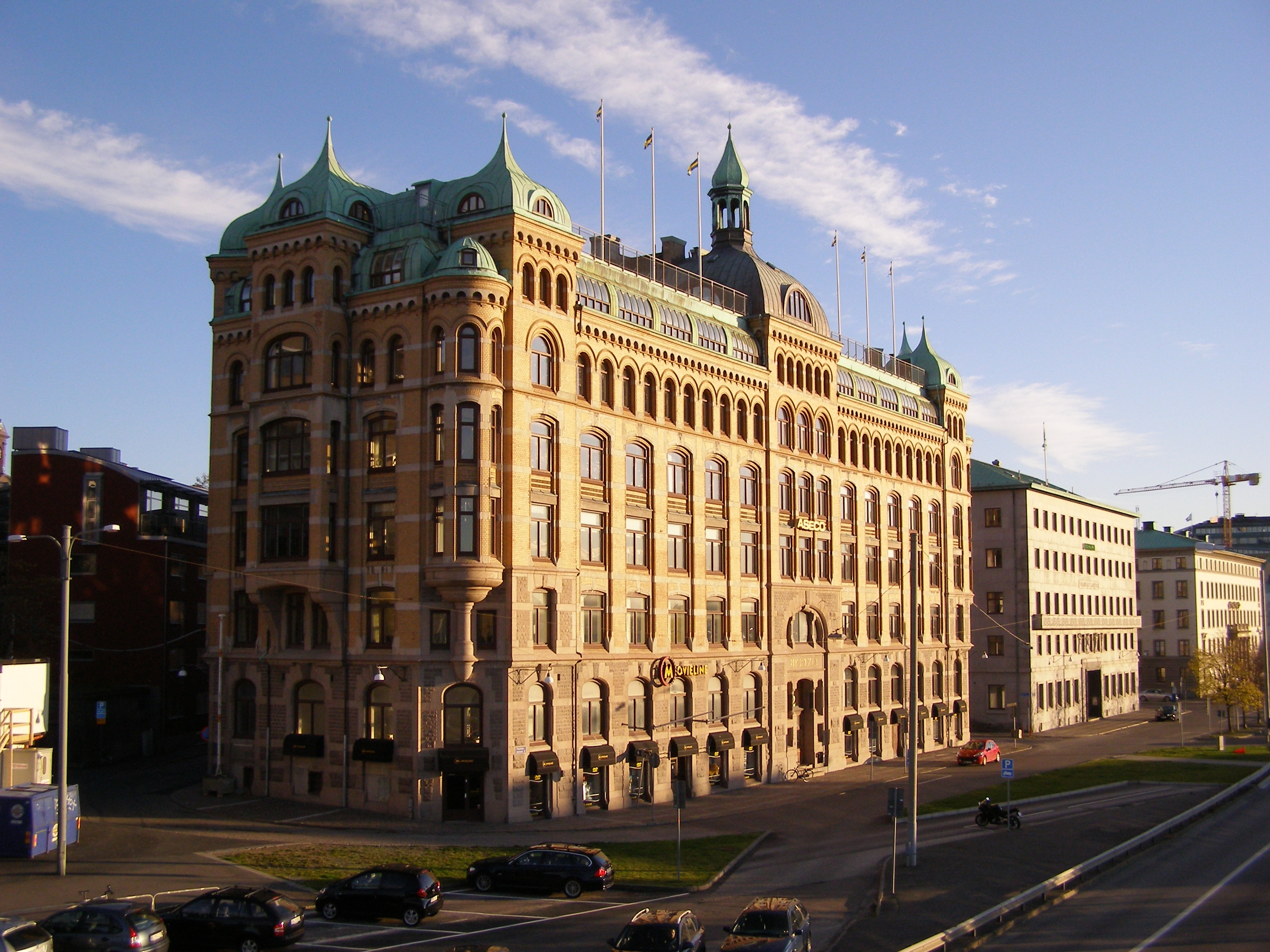
Hertzia
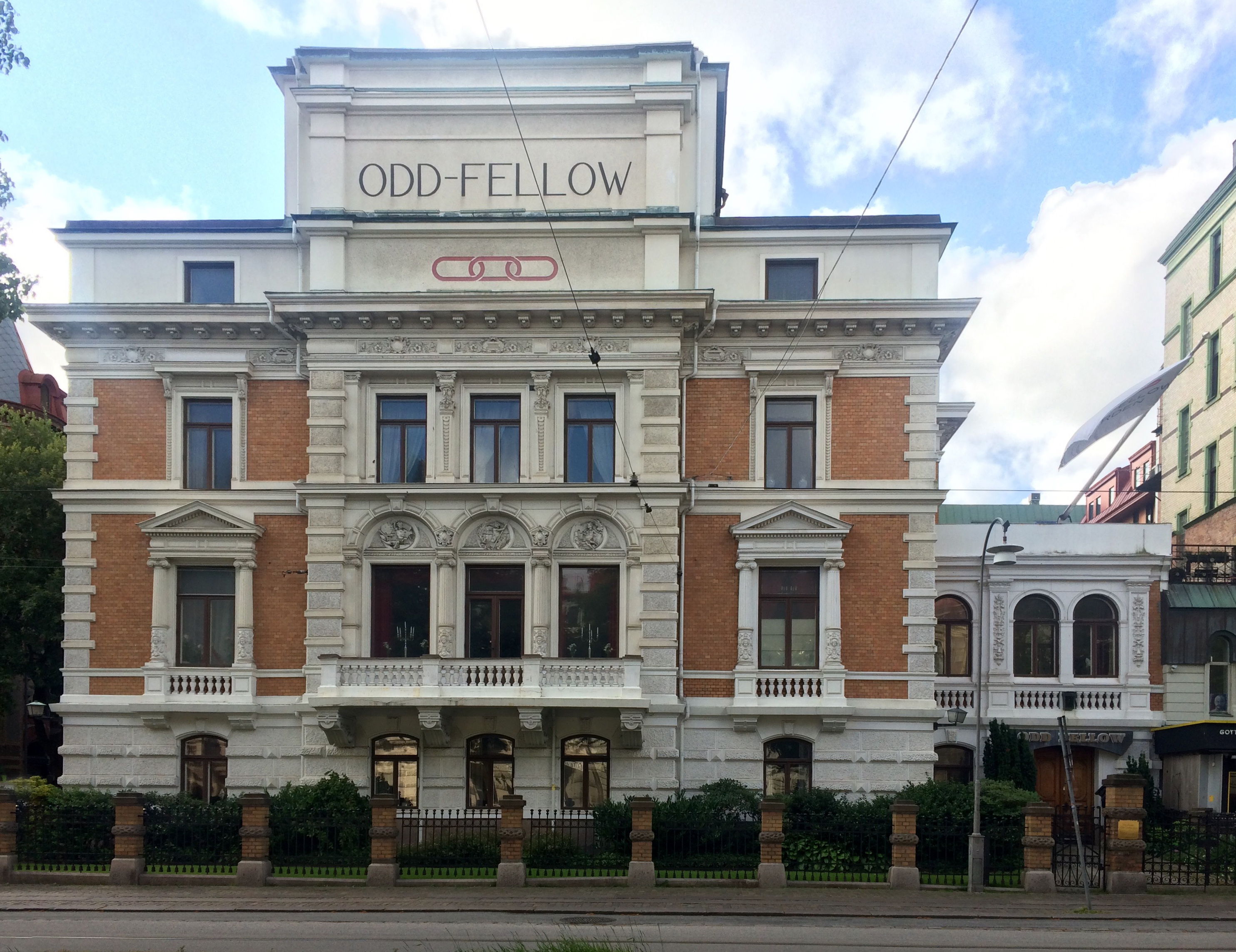
Vasagatan 9
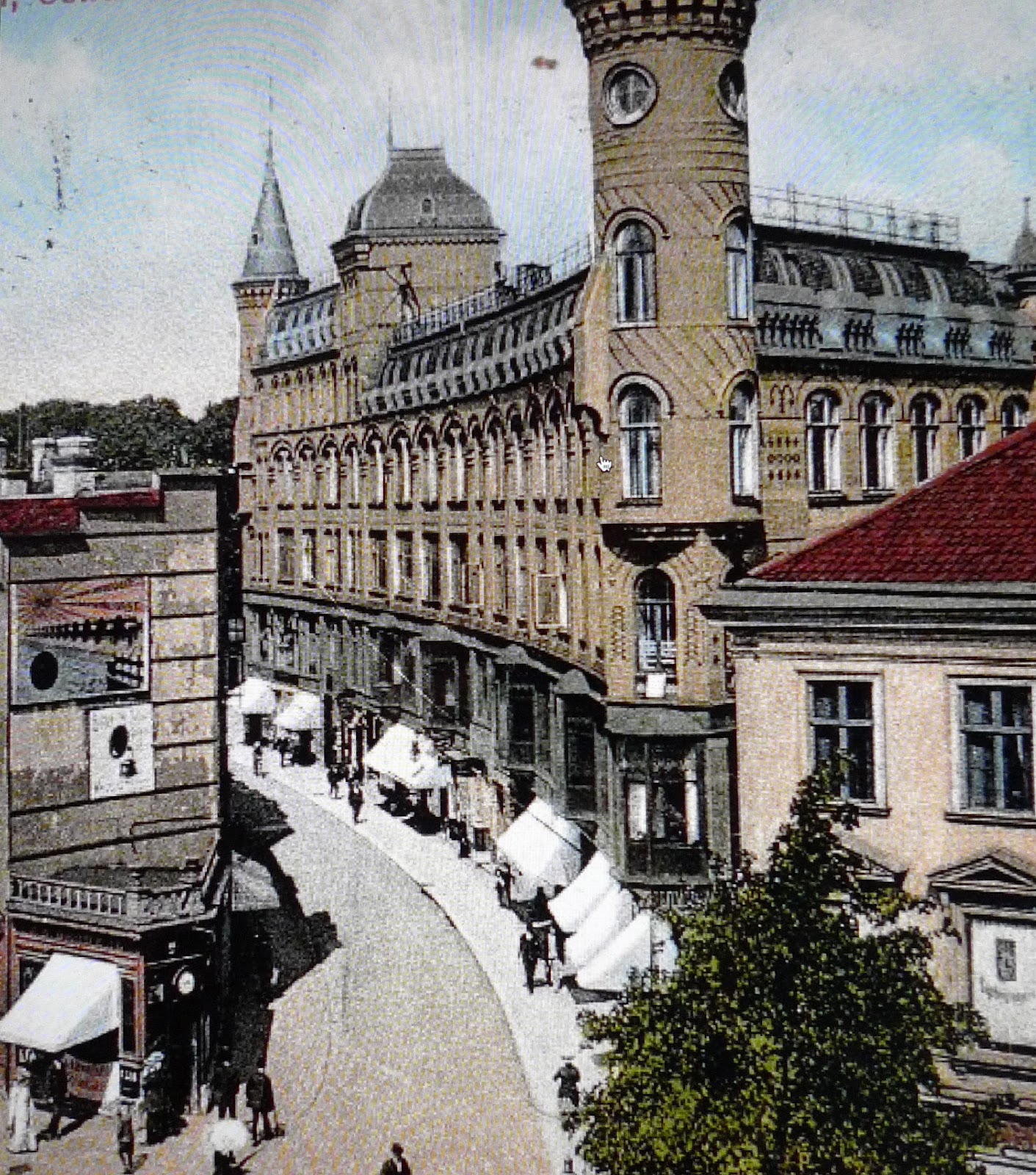
Arkaden
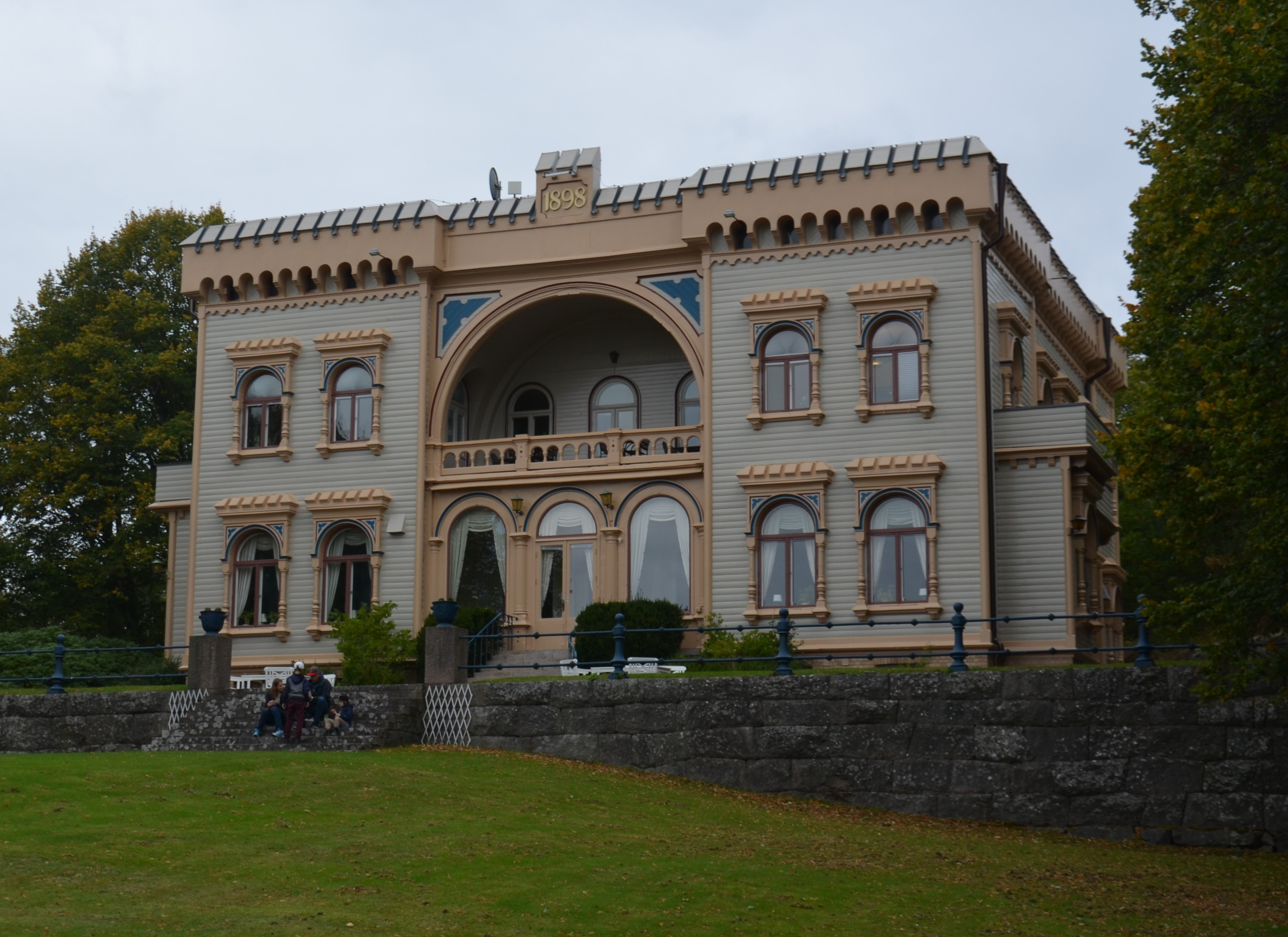
Slottsviken